# Cappella Medici di Gragnano

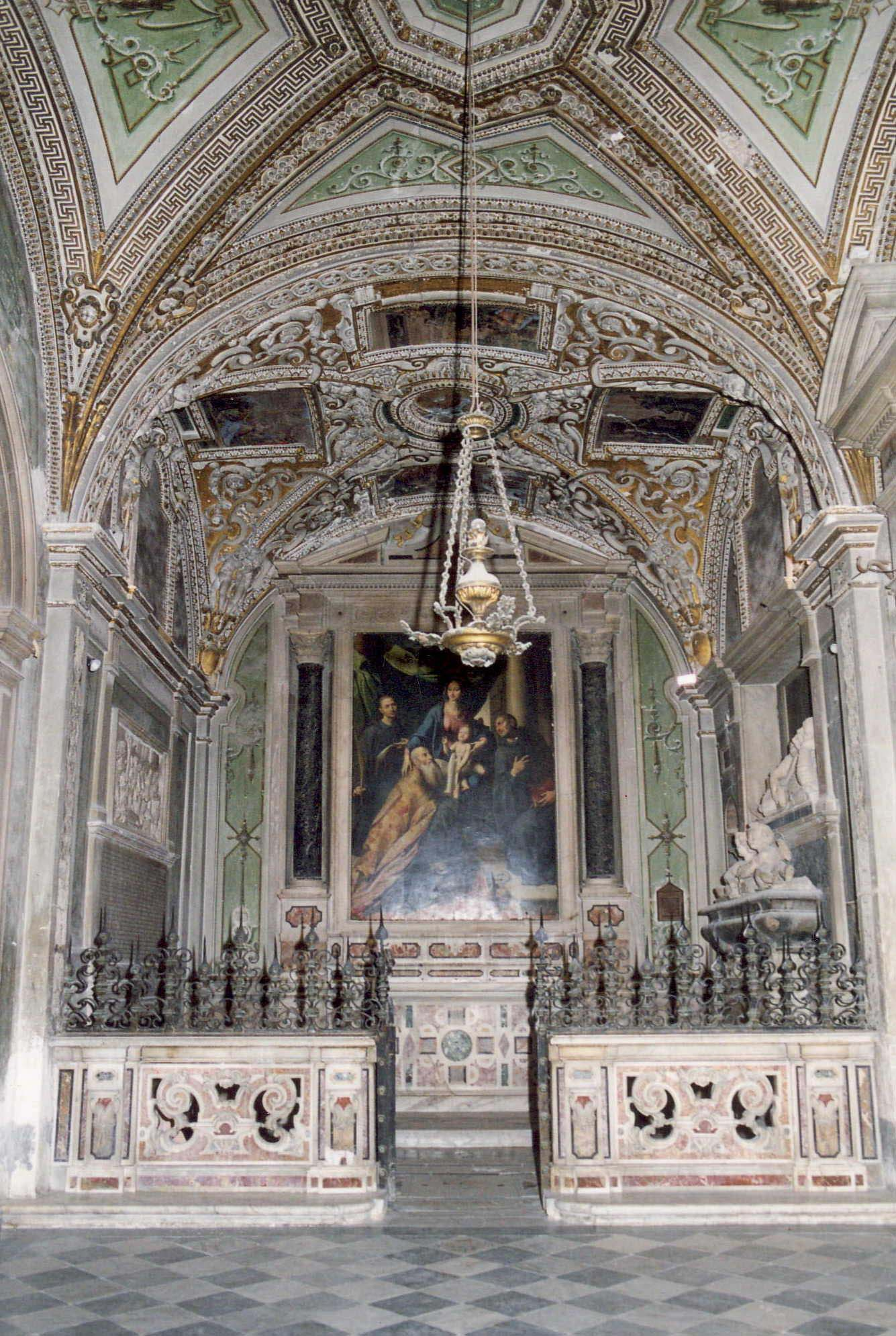
Cappella Medici di Gragnano

La cappella Medici di Gragnano è una cappella della chiesa dei Santi Severino e Sossio di Napoli.

## Storia
La figura del committente Camillo de' Medici di Gragnano (Gragnano, 1543 - Napoli, 1598) e della famiglia fiorentina a Napoli è da sempre rimasta un po' in ombra di fronte alla storia ufficiale, malgrado il ruolo di primo piano da essa esercitato nel tessuto della città per almeno cinque secoli, ovvero fin dal 1269, anno in cui appare documentato un tal Guglielmo Medici, giudice et percettore di collette, in Gragnano, città in cui la famiglia si sarebbe stabilita per sfuggire alle "guerre" che dilaniavano da ormai molti anni la città di Firenze.

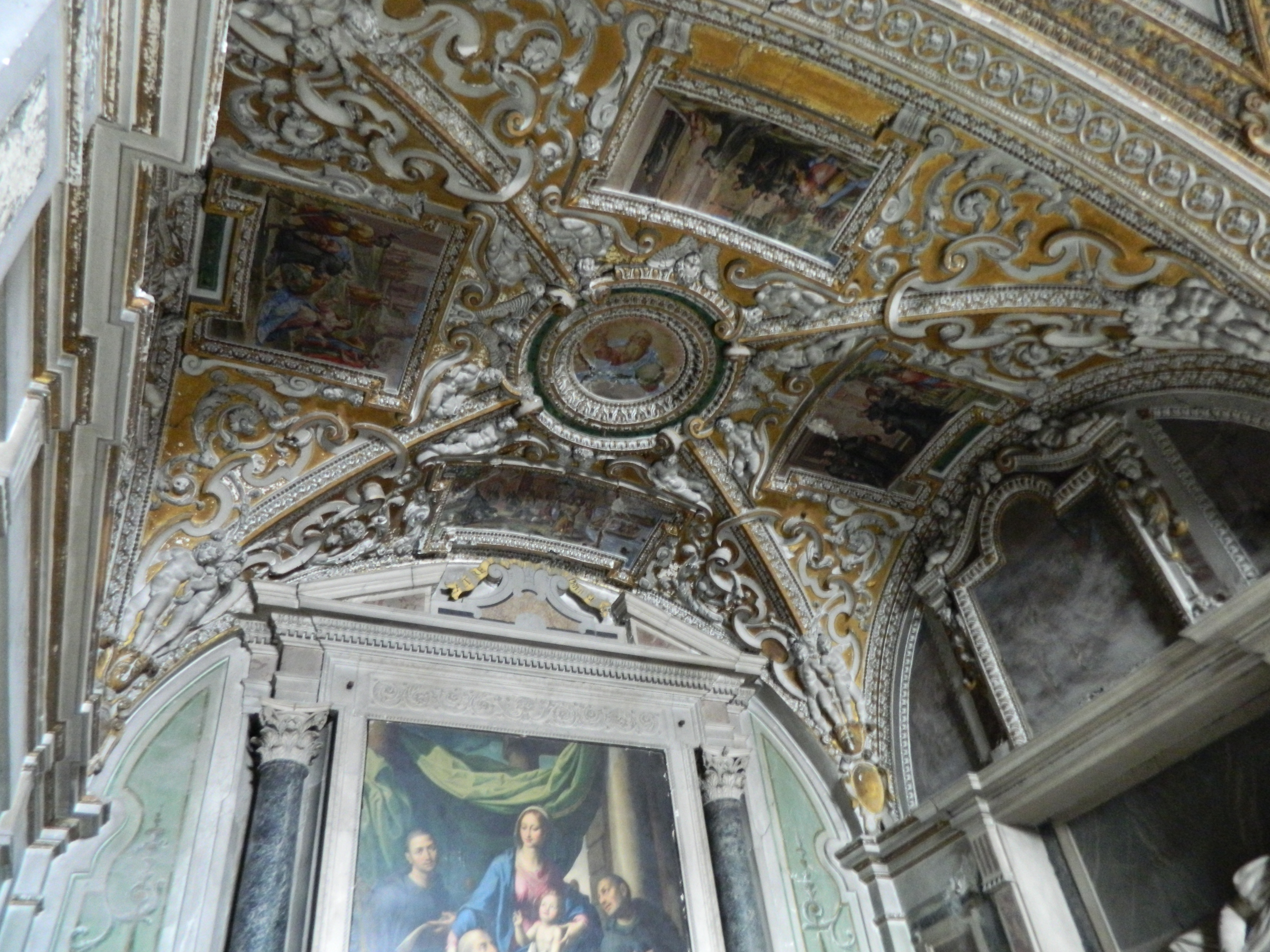
Affreschi del Corenzio sulla volta

È dunque verosimile che fra i "consorti napoletani" dei Medici fiorentini menzionati dall'umanista Cristoforo Landino, già un secolo prima dell'origine di un altro ramo cadetto dei Medici di Ottajano, siano da enucleare proprio i Medici di Gragnano i cui reperti architettonici disseminati fra varie chiese di Gragnano mettono in risalto lo spazio che questi riuscirono a ritagliarsi nella città, dove la sfera d'influenza comprendeva, fin dalla prima metà del Quattrocento, le chiese di San Marco, dell'Assunta, del Corpus Domini, di San Tommaso di Canterbury, il convento dei Carmelitani e quello degli Agostiniani Scalzi.
Il riconoscimento da parte del granduca di Toscana delle sue illustri radici fiorentine non fu privo di ostacoli, a causa, come Camillo ebbe a ricordare in una sua memoria, di voci esterne maligne che lo avevano accusato di essersi abusivamente appropriato di tale cognome. La legittimazione al casato mediceo avvenne quindi solo nel 1582, a seguito di un lungo carteggio epistolare col granduca di Toscana. Il 13 ottobre 1589, invece, dal gran maestro Ferdinando de' Medici, proprio a seguito del riconoscimento delle sue origini fiorentine, fu nominato cavaliere dell'ordine benedettino di Santo Stefano.
I lavori nella cappella della chiesa napoletana dei Santi Severino e Sossio iniziano così intorno al 1590. Dopo le decorazioni pittoriche dei riquadri della volta e delle lunette delle pareti, nonché della pala d'altare, in un atto bancario del 1596, invece, si attesta che lo scultore napoletano Girolamo D'Auria è chiamato ad eseguire il sepolcro di Camillo de' Medici. L'epigrafe sottostante attesta la conclusione dei lavori al monumento nel 1600, mentre almeno al secolo successivo appartengono le decorazioni neoclassiche a fresco della fascia superiore delle pareti e della volta.

## Descrizione

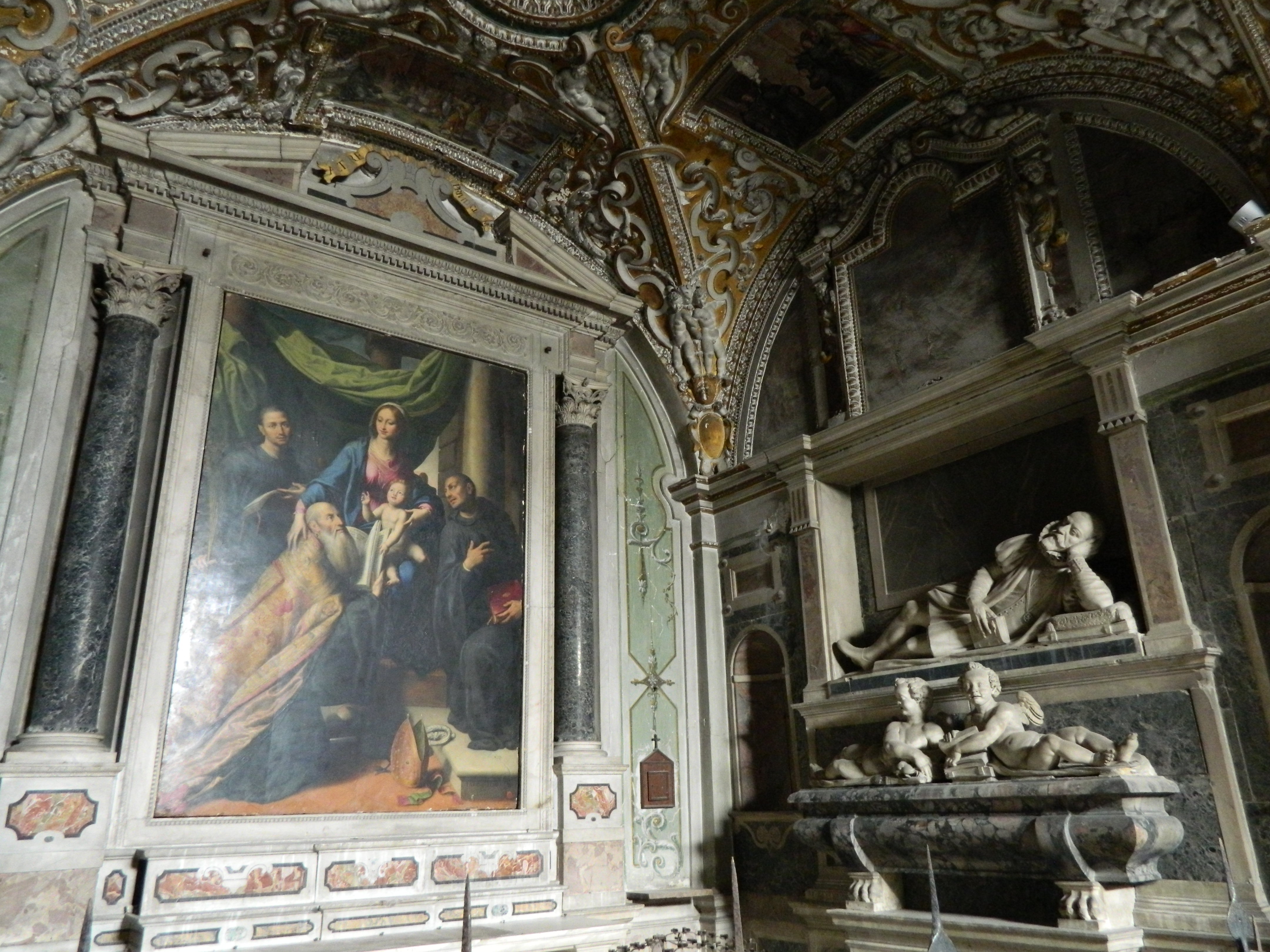
Vista sul sepolcro di Camillo de' Medici e sulla pala di Fabrizio Santafede della Madonna col Bambino e santi (1593)

I lavori marmorei interni della cappella sono dovuti a Fabrizio di Guido, inauguratore questi di uno dei primissimi esempi realizzati a Napoli di intarsio policromo esteso alla spazialità di un interno, applicato dunque non solo nella pavimentazione ma per l'intero rivestimento della parete a destra dell'altare, nonché per la grande ancona d'altare e gli specchi inferiori che la affiancano agli angoli. La cancellata in ottone che anticipa 
l'ambiente è del modenese Martino de Rossi, che la conclude nel 1599.
Nella parete frontale è collocata la pala d'altare della Madonna col Bambino con i santi Benedetto, Mauro e Placido, di Fabrizio Santafede datata 1593, mentre a qualche anno prima fanno riferimento i dipinti sugli stessi santi di Belisario Corenzio nei riquadri collocati tra i fastosi motivi ornamentali a stucco della volta e nelle lunette delle pareti laterali, seppur quella nella parete di destra scomparsa.
Sulla parete destra è il sepolcro di Camillo de' Medici del 1596, opera di Girolamo D'Auria. Sulla parete sinistra è invece il bassorilievo con la Resurrezione di Lazzaro (70,8×141 cm) dello stesso d'Auria ed ancora del 1596. Il bassorilievo marmoreo può essere ritenuto parte decorativa del paliotto del monumento funebre; l'ipotesi sarebbe corroborata dalle dimensioni del riquadro sotto il sepolcro, pressoché compatibili con le dimensioni del bassorilievo del Lazzaro, e dal tema escatologico del bassorilievo, in linea con la richiamata simbologia del monumento funebre. Sotto il bassorilievo è invece l'iscrizione papale recante la data 1789.
I riquadri verdi affrescati che completano il ciclo decorativo della cappella, infine, sono superfetazioni neoclassiche del Settecento, frutto della volontà di proporzionare meglio lo spazio decorativo.